# Rinoctes
Rinoctes is een monotypisch geslacht van straalvinnige vissen uit de familie van gladkopvissen (Alepocephalidae). Het geslacht is voor het eerst wetenschappelijk beschreven in 1952 door Parr.

## Soort
- Rinoctes nasutus (Koefoed, 1927)